# Collinsia
Collinsia – rodzaj roślin z rodziny babkowatych. Obejmuje ok. 16–19 gatunków. Występują one głównie w zachodniej części Stanów Zjednoczonych, tylko trzy gatunki (C. parviflora, C. verna i C. violacea) rosną na wschód od Gór Skalistych, z czego tylko dwa ostatnie wyłącznie we wschodniej części USA. Rośliny te zasiedlają różne siedliska na rzędnych od 0 do 4000 m n.p.m. Wszystkie są roślinami rocznymi kwitnącymi wiosną. Nazwa rodzajowa upamiętnia botanika z Filadelfii – Zaccheusa Collinsa (1764-1831). Niektóre gatunki uprawiane są jako ozdobne, zwłaszcza Collinsia heterophylla.

## Morfologia

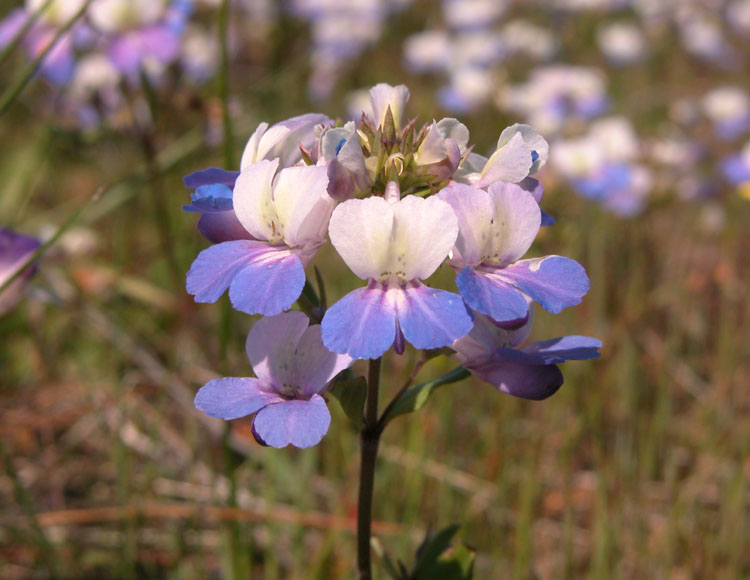
Collinsia grandiflora

PokrójRośliny roczne o pędach osiągających do 0,5 m wysokości.
LiścieNaprzeciwległe, pojedyncze, całobrzegie lub z wydatnymi ząbkami.
KwiatyPodobne do kwiatów motylkowych. Zebrane w okółkach lub wyrastają pojedynczo w kątach liści w szczytowej części pędu. Działek kielicha jest pięć. Płatki korony zrośnięte są u nasady w rozszerzającą się rurkę, na końcach dwuwargowe. Dolne trzy płatki tworzą wargę u nasady z krótką ostrogą, poza tym wgłębioną i obejmującą pręciki i słupek (podobnie jak łódeczka w kwiecie motylkowym). Pozostałe dwa płatki tworzą górną wargę wzniesioną na podobieństwo żagielka w kwiatach motylkowych. Wargi są często dwubarwne; białe, fioletowe, fioletowo-niebieskie lub żółtawe. Pręciki są cztery, w dwóch parach, o nitkach owłosionych. Zalążnia górna, dwukomorowa, z nielicznymi zalążkami i pojedynczą szyjką słupka, zakończoną rozwidlonym znamieniem.
OwoceTorebki zawierające spłaszczone i oskrzydlone nasiona.

## Systematyka
Wykaz gatunków
- Collinsia antonina Hardham
- Collinsia bartsiifolia Benth.
- Collinsia callosa Parish
- Collinsia childii Parry ex A.Gray
- Collinsia concolor Greene
- Collinsia corymbosa Herder
- Collinsia greenei A.Gray
- Collinsia heterophylla Graham
- Collinsia linearis A.Gray
- Collinsia multicolor Lindl. & Paxton
- Collinsia parryi A.Gray
- Collinsia parviflora Douglas ex Lindl.
- Collinsia parvula Rydb.
- Collinsia rattanii A.Gray
- Collinsia sparsiflora Fisch. & C.A.Mey.
- Collinsia tinctoria Hartw. ex Benth.
- Collinsia torreyi A.Gray
- Collinsia verna Nutt.